# La Frikipedia
La Frikipedia, l'«enciclopèdia extremadament seriosa» o l'«enciclopèdia inútil», és la versió paròdica de la Viquipèdia en castellà. Va tenir més de 10.000 articles abans el seu tancament, els quals estan sota la llicència de documentació lliure de GNU.
A principis de l'any 2006 el responsable de La Frikipedia va decidir tancar la web després d'una denúncia per part de la Societat General d'Autors i Editors (SGAE). Després d'un acord amb la SGAE, La Frikipedia va obrir de nou el seu lloc el 26 de febrer però sense esmentar l'entitat en les seves pàgines.
L'1 de gener de 2016, La Frikipedia anuncià el seu tancament definitiu.